# Vicariat apostòlic de Vientiane
El vicariat apostòlic de Vientiane  (laosià: ອັກຄະສາວົກແທນຂອງນະຄອນຫຼວງວຽງ; llatí: Vicariatus Apostolicus Vientianensis) és una seu de l'Església catòlica a Laos, immediatament subjecta a la Santa Seu. Al 2017 tenia 15.750 batejats d'un total de 2.417.000 habitants. Està regida pel cardenal Louis-Marie Ling Mangkhanekhoun

## Territori
El vicariat apostòlic comprèn tres províncies: Houaphan, Xiangkhoang i Vientiane; i també la major part de la província de Bolikhamxai.
La seu del vicariat és la ciutat de Vientiane, on es troba la catedral del Sagrat Cor.
El territori s'estén sobre 74.195 km² i està dividit en 23 parròquies.

## Història
El prefectura apostòlica de Vientiane i Luang Prabang va ser erigida el 14 de juny de 1938 mitjançant la butlla Ad regnum Dei del papa Pius XI, prenent el territori del vicariat apostòlic de Laos (avui arquebisbat de Thare i Nonseng.
El 13 de març de 1952, per efecte de la butlla Est in Sanctae Sedis del papa Pius XII, la prefectura apostòlica va ser elevada a vicariat apostòlic i assumí el nom actual.
L'1 de març de 1963 cedí una porció del seu territori a benefici de l'erecció del vicariat apostòlic de Luang Prabang.

## Cronologia episcopal
- Jean-Henri Mazoyer, O.M.I. † (17 de juny de 1938 - 1952 mort)
- Etienne-Auguste-Germain Loosdregt, O.M.I. † (13 de març de 1952 - 22 de maig de 1975 renuncià)
- Thomas Nantha † (22 de maig de 1975 - 7 d'abril de 1984 mort)
- Jean Khamsé Vithavong, O.M.I. (7 d'abril de 1984 - 2 de febrer de 2017 renuncià)
- Louis-Marie Ling Mangkhanekhoun, des del 16 de desembre de 2017[1]

## Estadístiques
A finals del 2017, el vicariat apostòlic tenia 15.750 batejats sobre una població de 2.417.000 persones, equivalent al 0,7% del total.
| any  | població | població  | població | sacerdots | sacerdots       | sacerdots       | sacerdots             | diàques | religiosos | religiosos | parroquies |
| ---- | -------- | --------- | -------- | --------- | --------------- | --------------- | --------------------- | ------- | ---------- | ---------- | ---------- |
| any  | batejats | total     | %        | total     | clergat secular | clergat regular | batejats por sacerdot | diàques | homes      | dones      |            |
| 1950 | 3.000    | 600.000   | 0,5      | 21        | 3               | 18              | 142                   |         |            | 4          | 7          |
| 1970 | 14.112   | 435.000   | 3,2      | 53        | 4               | 49              | 266                   |         | 54         | 45         |            |
| 1975 | 18.000   | 775.000   | 2,3      | 12        | 3               | 9               | 1.500                 |         | 11         | 32         |            |
| 1994 | 12.000   | 1.217.000 | 1,0      | 4         | 4               |                 | 3.000                 |         |            | 29         | 8          |
| 2000 | 11.471   | 2.680.000 | 0,4      | 4         | 3               | 1               | 2.867                 |         | 4          | 91         |            |
| 2001 | 11.471   | 1.235.000 | 0,9      | 4         | 3               | 1               | 2.867                 |         | 1          | 91         | 4          |
| 2002 | 11.120   | 1.478.000 | 0,8      | 3         | 3               |                 | 3.706                 |         | 2          | 18         | 17         |
| 2005 | 11.120   | 1.478.000 | 0,8      | 3         | 3               |                 | 3.706                 |         | 2          | 18         | 17         |
| 2014 | 14.947   | 2.216.558 | 0,7      | 5         | 1               | 4               | 2.989                 |         | 4          | 20         | 23         |
| 2017 | 15.750   | 2.417.000 | 0,7      | 11        | 1               | 10              | 1.431                 |         | 10         | 19         | 23         |